# Rudolf Rebmann
Rudolf Rebmann (* 25. November 1759 in Stäfa; † 25. Juli 1837 ebenda) war ein Schweizer Landwirt und Politiker.

## Leben
Rudolf Rebmann wurde als Sohn des Rudolf Rebmann und dessen Ehefrau Magdalena geb. Hassler geboren. Er war von 1793 bis 1798 Untervogt in Stäfa.
Während des Stäfnerhandels 1794–1795 fiel ihm die schwierige Aufgabe zu, zwischen der Obrigkeit in der Stadt Zürich und der Bevölkerung in Stäfa zu vermitteln.
1787 suchte ihn Goethe auf: „Abends auf den Berg zu dem sogenannten Philosophen, die Anlagen seiner Cultivation zu sehen“.
1798 wurde er Unterstatthalter des Bezirkes Meilen und übte dieses Amt bis 1802 aus. Von 1802 bis 1803 war Rebmann Mitglied des helvetischen Senats und ging dann als liberaler Abgeordneter in den Zürcher Grossen und Kleinen Rat. Er blieb im Grossen Rat bis 1834 und im Kleinen Rat bis 1830.
Gemeinsam mit Johann Kaspar Pfenninger, Johannes Braendlin, Jakob Dändliker, Johannes Hegetschweiler, Heinrich Braendlin und Hans Heinrich Ryffel (1804–1880) sowie weiteren Gründungsmitgliedern gründete Rebmann 1819 in Stäfa die Lesegesellschaft, die auch heute noch existiert. 1830 war Rebmann massgeblich an den Vorbereitungen des Ustertages beteiligt. Er war ein politischer Kampfgenosse von Johann Caspar Pfenninger.
Rudolf Rebmann heiratete Katharina Kunz, Tochter des Landrichters Johannes Kunz.

## Wirken
Rudolf Rebmann setzte sich für eine Veränderung der landwirtschaftlichen Produktionsstrukturen ein und führte einen Musterbetrieb nach seinen Vorstellungen. Johann Wolfgang von Goethe, der 1797 seinen Freund Heinrich Meyer in Stäfa besuchte, besichtigte den Betrieb von Rudolf Rebmann und trug sich anschliessend mit dem Gedanken, ein kleines Gedicht über den "Philosophen vom Berg", nämlich den Musterbauern Rebmann, zu verfassen.